# Roger Whittaker
Pour les articles homonymes, voir Whittaker.
Roger Whittaker, né le 22 mars 1936 à Nairobi au Kenya et mort le 12 septembre 2023 à Castelsarrasin, est un chanteur et compositeur britannique qui chante en anglais, en français et en allemand. En 1967, il obtient un succès mondial avec Mexican Whistler où il révèle son extraordinaire talent de siffleur.

## Biographie
Ses parents, Edward et Viola, sont originaires de Staffordshire, Angleterre, où ils possédaient et tenaient une épicerie. Après un accident de motocyclette, son père est obligé de vivre sous un climat plus doux : la famille déménage au Kenya pour s'occuper d'une ferme. Le père et le grand-père de Roger sont tous deux musiciens, le premier jouant du violon, alors que l'autre est un chanteur de club. Il est donc naturel que Roger s'y intéresse. Il apprend à jouer de la guitare.
À 18 ans, Roger doit faire son service militaire. Il porte l'uniforme pendant deux ans dans un régiment kenyan. En 1956, démobilisé, il décide de faire carrière en médecine et s'inscrit à l'Université du Cap en Afrique du Sud.
Après 18 mois, il quitte et s'engage dans un département d'éducation bénévole dans le but de devenir enseignant.
En 1959, il déménage en Grande-Bretagne pour y parfaire sa formation. Il suit alors des cours en zoologie, en biochimie et en biologie marine à l'Université du pays de Galles. Il y reçoit son bachelor.
En parallèle à ses études, il chante dans des clubs locaux. En 1962, Fontana Records, publie son premier titre : The Charge of The Light Brigade. À l'été, sa popularité augmente lorsqu'il apparaît dans une émission de variétés diffusée dans l'Ulster. Son second single, publié en juin 1962, apparaît dans le Top 30 britannique.
Au printemps 1964, il rencontre Natalie O'Brien et se marie le 15 août de la même année. Ils ont cinq enfants : Emily (28 mai 1968), Lauren (4 juin 1970), Jessica (14 février 1973), Guy (15 novembre 1974) et Alexander (7 avril 1978), en plus de 12 petits-enfants et deux arrière petits-enfants.[réf. souhaitée]
En 1968, Whittaker change de label et, à l'automne 1969, EMI publie Durham Town (The Leavin'), qui devient son premier Top 20 en Grande-Bretagne. Au printemps 1970, RCA Victor Records publie New World in The Morning aux États-Unis, disque qui s'inscrit parmi le Top 20 du Easy Listening (une liste de chansons d'ambiance).
Il obtient, entre 1967 et 1980, de nombreux succès dans la Francophonie, en particulier en France et au Québec où il cumule les tubes : Mamy Blue, Mon pays bleu, Le Mistral, À nos amours, Une rose pour Isabelle, Un éléphant sur mon balcon, Après la guerre, etc.
En décembre 1968, il passe à l'Olympia à Paris, en première partie de Sylvie Vartan. Whittaker a appris le français, mais préfère confier à un professionnel, Pierre Cour, l'adaptation de ses chansons dans cette langue.
En 1971, Whittaker enregistre The Last Farewell, son plus grand succès en carrière, vendant plus de 11 millions de disques dans le monde.
Dans les années 1970 et 1980, Whittaker connaît beaucoup de succès en Allemagne. Ne parlant pas l'allemand, il chante phonétiquement. Il apparaît régulièrement dans des émissions allemandes et danoises. Au début des années 1970, il apparaît une dizaine de fois dans l'émission britannique Top of The Pops, laquelle présente des musiciens dont les chansons occupent les premières positions en termes de vente en Grande-Bretagne.
Whittaker a aussi chanté de la musique country, principalement dans les années 1980.
En 1986, il publie son autobiographie en collaboration avec sa femme : So Far, So Good.
En 1976, Whittaker entreprend sa première tournée aux États-Unis. Il a aussi fait une tournée en Allemagne en 2003. À la fin de 2004, il connait des problèmes cardiaques, dont il se remettra.
Deux ans plus tard, à la suite de sa convalescence, il fait des tournées en Allemagne, puis en Grande-Bretagne de mai à juillet. En mars 2006, il annonce sur son site Internet que sa tournée allemande de 2007 sera sa dernière et qu'il offrira dorénavant des spectacles à l'occasion.
En 2011, il est inscrit au Hall Of Fame de l'International Whistle Convention qui immortalise les meilleurs siffleurs de tous les temps.
En 2016 à 80 ans, il rend hommage à Céline Dion durant l'émission En direct de l'univers diffusée à Radio-Canada en interprétant de chez lui une rose rouge à la main, un extrait de Une rose pour Isabelle en modifiant les paroles du refrain "pour Isabelle" par "pour vous, ma chère Céline".[réf. nécessaire]
Il a reçu environ 250 disques de platine, d'or et d'argent.
Il meurt le 12 septembre 2023 à Castelsarrasin.

## Discographie

### Albums en allemand
- 1979 : Mein Deutsches Album
- 1981 : Zum Weinen ist immer noch Zeit
- 1982 : Typisch Roger Whittaker
- 1983 : Voyager
- 1984 : Ein Glück, dass es Dich gibt
- 1987 : Heut bin ich arm - Heut bin ich reich
- 1991 : Mein Herz schlägt nur für Dich
- 1992 : Stimme des Herzens
- 1993 : Geschenk des Himmels
- 1994 : Leben mit Dir
- 1994 : Sehnsucht nach Liebe
- 1995 : Ein schöner Tag mit Dir
- 1996 : Alles Roger !
- 1996 : Einfach leben
- 1997 : Zurück zur Liebe
- 1999 : Alles Roger 2
- 1999 : Awakening
- 2000 : Wunderbar geborgen
- 2002 : Mehr denn je
- 2003 : Alles Roger 3
- 2003 : Der weihnachtliche Liedermarkt
- 2004 : Live in Berlin
- 2004 : Mein schönster Traum
- 2005 : Moments in my Life

### Albums parus aux États-Unis.
- 1971 : New World in the Morning, Columbia
- 1971 : Special Kind of Man, Pair
- 1974 : The Last Farewell & Other Hits, RCA Records
- 1975 : Magical World of Roger Whittaker
- 1976 : Reflections of Love, RCA Records
- 1977 : The Best of Roger Whittaker, RCA
- 1977 : Folk Songs of Our Time, RCA
- 1978 : The Roger Whittaker Christmas Album, RCA
- 1978 : Imagine, RCA
- 1979 : Evergreens
- 1979 : When I Need You
- 1979 : Mirrors of My Mind, RCA
- 1980 : With Love
- 1980 : Voyager, RCA
- 1981 : Live in Concert, RCA Records
- 1982 : The Wind Beneath My Wings, RCA Records
- 1984 : Take a Little : Give a Little, RCA
- 1984 : Tidings of Comfort & Joy, Liberty
- 1984 : All Time Heart Touching Favorites
- 1984 : The Best of Roger Whittaker, RCA
- 1985 : Fire & Rain, Pair
- 1988 : Living & Loving, Liberty
- 1988 : The World of Roger Whittaker, Pair
- 1989 : I'd Fall in Love Tonight, Liberty
- 1989 : Love Will Be Our Home, Word/Epic
- 1989 : World's Most Beautiful Christmas Songs, Liberty
- 1990 : All Time Heart Touching Favorites, Vol. 1, Liberty
- 1990 : All Time Heart Touching Favorites, Vol. 2, Liberty
- 1990 : Best Loved Ballads, Vol. 2, Liberty
- 1990 : Best Loved Ballads, Vol. 1, Liberty
- 1990 : Golden Tones, Pair
- 1991 : You Deserve the Best, Capitol/EMI Records
- 1991 : Country Collection, Liberty
- 1991 : Classics Collection, Vol. 1, Liberty
- 1991 : The Wind Beneath My Wings & Other Hits, RCA Records
- 1992 : I Wish You a Merry Christmas
- 1992 : All-Time Favorites, EMI-Capitol Special Markets
- 1992 : Greatest Hits Live, K-Tel
- 1992 : Classics Collection, Vol. 2, Liberty
- 1992 : All About Love, Liberty
- 1992 : Collection
- 1992 : Christmas With Roger Whittaker, RCA Victor
- 1993 : Celebration, RCA Victor
- 1993 : The Best of Roger Whittaker, EMI-Capitol Special Markets
- 1993 : Live, Drive
- 1994 : Greatest Hits, RCA Records
- 1994 : Feelings, RCA Victor
- 1994 : Danny Boy, RCA Victor
- 1994 : What a Wonderful World, RCA Victor
- 1994 : Annie's Song, RCA Victor
- 1994 : Live!, RCA Victor
- 1994 : The Best of Roger Whittaker, Curb Records
- 1994 : I Will Always Love You, RCA Victor
- 1995 : Christmas Songs, RCA Victor
- 1995 : All Time Favorites, Prime Cuts
- 1995 : Sincerely Yours
- 1995 : On Broadway, RCA Victor
- 1996 : The World of Roger Whittaker, Universal International
- 1996 : A Perfect Day, RCA Victor
- 1996 : Einfach Leben, BMG/Ariola
- 1997 : Star Gold, Polygram France
- 1997 : Happy Holidays, BMG Special Products
- 1997 : New World in the Morning: The Encore Collection, BMG Special Products
- 1998 : Irish Standards, BMG Special Products
- 1998 : The Best of Roger Whittaker, Pegasus/Cleopatra
- 1999 : All of My Life : The Very Best of Roger Whittaker, Camden
- 1999 : The Greatest Hits of Roger Whittaker, Prism
- 1999 : In Concert, Charly
- 1999 : Awakening, RCA Victor
- 1999 : The Best of Roger Whittaker, Time/Life Music
- 2001 : The Last Farewell... Live, Legacy Entertainment
- 2001 : The Very Best of Roger Whittaker, Vol. 2, Polygram International
- 2002 : The Holly and the Ivy, BMG Special Products
- 2002 : Best of: Original Hits, Paradiso
- 2002 : Songs for You : The Collection, Universal International
- 2003 : New World in the Morning, Collectables
- 2004 : All of My Life : Very

## DVD
- 1976 : In Concert (enregistré avec l'Orchestre symphonique d'Edmonton)